# Коло (игра)
Коло (у неким крајевима још и оро) је врста колективне народне игре. Као део извођачких уметности присутно на територији целе Србије, а поред српског православног становништва, које га сматра обележјем националног идентитета, изводе га и друге етничке и конфесионалне заједнице.
Коло, коло у три, коло у шест је веома распрострањена народна игра у актуелној играчкој пракси Србије и виталан облик традиционалне културе. Изводе га међусобно повезани играчи, у којој први и последњи играчи имају посебно улогу у одређивању кретања, које је обично по полукружној, а ређе по спиралној или змијастој линији. Коло се увек изводи уз музичку пратњу, коју играчи прате изводећи различите врсте корака. Основни образац корака се изводи кроз кретање удесно, играње у месту, а потом, кретање улево и играње у месту, уз континуирано поцупкивање коленим. Играње у колу је неизоставни део свих окупљања, приватних и јавних прослава, а изводе га припадници свих друштвених, професионалних и старосних група, у сеоским и градским срединама.
Коло се налази на листи нематеријалног културног наслеђа Србије. Године 2017. Унеско је уврстио коло на светску листу нематеријалног културног наслеђа.

## Основни појмови о народној игри - колу
Појам коло има више значења:
- Облик игре – ланац међусобно повезаних играча који се крећу по кружној линији;
- Група особа, ограниченог или неограниченог броја која учествује у игри;
- Игранка – јавни скуп на коме се игра коло, без обзира да ли се игра традиционално или не, пошто је сама игранка традиционална;
- Врста игре, која осим кружног облика има и посебну мелодију и припада одређеном типу. Овде се мисли и на врсту мелодије и начин играња кола, па тако постоје: моравац, чачак, ужичко коло итд;
- Кружна игра са мелодијом или без, као типичан израз и стилска одлика етничке групе којој припада. Тако постоје српско, бугарско, македонско коло...

## Карактеристике кола
Коло као облик народног плеса је широко распрострањено скоро у свим народима. Нарочито је карактеристично за јужнословенске народе. Исто значење има и термин ОРО или ХОРО. Оро као термин се више користио на подручјима Црне Горе, југоисточне Србије, Македоније и Бугарске. У осталим крајевима се користио више појам Коло. Основно значење термина коло је циркулус као обруч, круг. Хоро или оро потиче од грчке речи хорос, што значи скуп људи, игранка, игра.
Од ових појмова настали су:
- Кореграфија – описивање и данас чешће осмишљавање плесних облика и варијација, па се онај ко то ради зове кореограф.
- Кореологија – наука која се бави проучавањем плесова, њиховим настанком, развојем итд.
- Етнокореологија – проучавање народних плесова.

## Облици кола
Облици кола и типови кола код Срба у визуелном, спољном облику нису много разноврсни али зато постоји право богатство корака, мелодија, односно начина извођења и играња кола.
Облике народних плесова можемо поделити на више начина али су у кореологији прихваћене следеће поделе:
- Облици са неограниченим бројем плесача (отворено и затворено коло);
- Облици са ограниченим бројем плесача (соло плес, плесови у паровима, тројкама четворкама...);
- Сложени облици плесова – настали комбинацијом претходна два облика плеса.

Постоје облици, коло на колу, коло у колу, и други кореографски облици али се они данас ређе играју и виђају изван културно уметничких друштава.
Најчешће држање између играча у колу је за руке, а може бити испод руке, са испреплетаним рукама (леса), са рукама на раменима, загрљени и др.

### Затворено коло
Затворено коло у најмањем облику чине двоје људи – пар, као и у плесу. Обично су то младић и девојка. Чим се до њих ухвати трећи и затворе коло. Улажењем нових играча коло расте. Улазак у коло има разне процедуре или знакове, али им је основно дозвола других играча. Обично се хвата у коло тако што мушкарац иде између две девојке (жене) и обрнуто. У затвореном колу су сви играчи равноправни.

### Отворено коло
Отворено коло је чешћи облик. Овде се зна где је почетак а где крај кола. Крајњи десни играч је први или коловођа, а последњи играч у колу је кец. Ова два играча су веома важна и морају бити добри играчи јер се цело коло по њима управља. У истом смислу има значај и трећак односно сваки трећи играч у колу. У отвореном колу може се хватати на исти начин као и у затвореном пресецањем тј. улажењем у коло или хватањем на крају кола као последњи. Отворено коло се може кретати праволинијски (леса), вијугаво, може се прекидати и правити друго коло, спајати са другим колом. Поједини играчи или парови могу имати соло деонице паралелно са играњем кола. У овом смислу отворено коло је разноврснији, слободнији и богатији облик плесног изражавања у односу на затворено коло.

### Кретање кола
Кретање зависи од корака који су специфични за свако појединачно коло. Најчешће кретање је слева удесно и обрнуто. Уколико имају исти број корака у обе стране онда су то симетрична кола, а уколико немају онда су то несиметрична кола. Скоро сва кола се крећу удесно, чак и она симетрична, јер дужина корака удесно се разликује од оне улево. Сва друга замислива и незамислива кретања су у ствари резултат и украс сваког кола понаособ. Могу се видети у извођењу културно уметничких друштава, док неке кораке и кретања могу извести само врхунски играчи.

## Музика и коло
Коло се играло уз пратњу музике, а карактеристично је да су свирачи пратили коловођу и он је био својеврсни диригент. Постојали су и знаци музици (клецањем колена нпр.) када да успори или убрза. То је давало својеврсну интеракцију између играча и музичара, тако да је свако коло играно на други начин. Ово је заједничко настанку неких других плесова, као што је танго.
Коло се играло уз певање или уз певање и пратњу музике. Тако су настале песме „поскочице“ веселог и шаљивог садржаја.
Неки крајеви су сачували и глуво (немо) коло без пратње музике и песме већ се такт давао наглашеним ударцима стопала о тло. Та кола су сачувана у Крајини (гламочко коло), Херцеговини и Црној Гори.

## Нематеријално културно наслеђе Србије
Играње у колу је неизоставни део свих окупљања, приватних и јавних прослава, а изводе га припадници свих друштвених, професионалних и старосних група, у сеоским и градским срединама. Део је извођачких уметности присутно на територији целе Србије, а поред српског православног становништва, које га сматра обележјем националног идентитета, изводе га и друге етничке и конфесионалне заједнице. Због свега овога коло је уврштено у Национални регистар Нематеријалног културног наслеђа Србије.

## Унеско
Године 2017. Унесков Међувладин комитет за очување нематеријалног културног наслеђа донео је одлуку о упису елемента Коло, традиционална народна игра на Унескову Репрезентативну листу нематеријалног културног наслеђа човечанства. Одлука о упису донета је 12. редовном заседању Комитет, које се од 4. до 9. децембра одржава на острву Чеџу Јужној Кореји.
Стављањем на листу Унеска претходио је предлог Србије који је сачинио Центар за нематеријално културно наслеђе при Етнографском музеју у Београду и у марту 2016. године га упутио Министарство културе за стављање у процедуру усвајања. Досије је припремљен у сарадњи са предлагачима елемента за Унескову листу:
- Факултетом музичке уметности,
- Ансамбл народних игара и песама Коло и
- Центром за истраживање и очување традиционалних игара Србије.

Стављање Српског кола на листу Унеска обављено је на основу Одлуку о упису кола донете 7. децембра 2017. године од стране Међувладиног комитета за очување нематеријалног културног наслеђа, на његовом 12. редовном заседању које се одржало на острву Чеџу, у Јужној Кореји. Тим актом је Српско коло које играју сви Срби и постало најраширенији и најживљи облик српског културног наслеђа, које је уврштено на Унескову репрезентативну листу нематеријалног културног наслеђа човечанства.
Тиме је Унеско одао признање српском народу за богатство српске културне баштине, и нематеријално културно наслеђа које је стављањем на ову листу постало међународно видљивије.